# Вернер Грегорич
Вернер Грегорич (нім. Werner Gregoritsch, нар. 22 березня 1958, Ґрац) — австрійський футболіст, що грав на позиції нападника. По завершенні ігрової кар'єри — тренер. З 2012 року очолює тренерський штаб молодіжної збірної Австрії.

## Ігрова кар'єра
Народився 22 березня 1958 року в місті Ґрац. Вихованець футбольної школи клубу ГАК (Грац). Дорослу футбольну кар'єру розпочав 1976 року в основній команді того ж клубу, в якій провів п'ять сезонів, взявши участь у 42 матчах чемпіонату. У 1981–1983 роках пограв за «ВОЕСТ Лінц», але потім повернувся в ГАК (Грац).«
У сезоні 1984/85 пограв за клуб «Ферст Вієнна», який став останнім для Грегорича у вищому дивізіоні країни. Після цього нападник пограв за команди «Леобен» та «Дойчландсбергер»,а з 1988 року став граючим тренером у аматорських командах «Гюссінг», «Шлайнінг» та «ЕСК Грац».

## Кар'єра тренера
1992 року Грегорич повернувся в рідний ГАК (Грац), де став тренером молодіжної команди і пропрацював на цій посаді з 1992 по 2000 рік. В квітні 2000 року очолив першу команду, коли клуб покинув Клаус Аугенталер. З командою у сезоні 1999/00 став лише сьомим у чемпіонаті, втім здобув Кубок та Суперкубок Австрії. Восени 2001 року він був звільнений після кількох поразок і замінений на Крістіана Кеглевіца.
На початку 2002 року Грегорич очолив «Маттерсбург» і у сезоні 2002/03 вивів команду до вищого дивізіону, за що був названий найкращим тренером року за версією Kronen Zeitung. У наступному сезоні зайняв з командою 8 місце, врятувавши її від вильоту.
У 2004 році Грегорич очолив інший клуб другого дивізіону ЛАСК (Лінц), втім цього разу вивести його в еліту не вдалось, і після 2-го місця у 2006 році він покинув команду. Натомість фахівець став головним тренером «Капфенберга», що теж грав у другому дивізіоні. У 2008 році він вивів команду в Бундеслігу і наступні три сезони успішно провів з клубом у вищому дивізіоні. А 14 квітня 2010 року в матчі проти віденської «Аустрії» він випустив на поле свого сина Міхаеля Грегорича у віці 15 років і 361 днів і Міхаель забив гол, ставши наймолодшим автором м'яча в історії австрійської Бундесліги. 22 листопада 2011 року Вернер Грегорич був звільнений з посади через невдалі результати і вже без нього команда в тому ж сезоні покинула Бундеслігу.
20 січня 2012 року очолив тренерський штаб молодіжної збірної Австрії , замінивши на посаді Андреаса Герцога. Грегоричу вдалось вивести збірну вперше у своїй історії на молодіжний чемпіонат Європи 2019 року в Італії. Там австрійці з 4 очками зайняли третє місце у групі і не вийшли у плей-оф.

## Титули і досягнення

### Як тренера
- Володар кубка Австрії: 1999/00
- Володар суперкубка Австрії: 2000

### Особисті
- Тренер року в Австрії: 2003